# Cineteca di Bologna

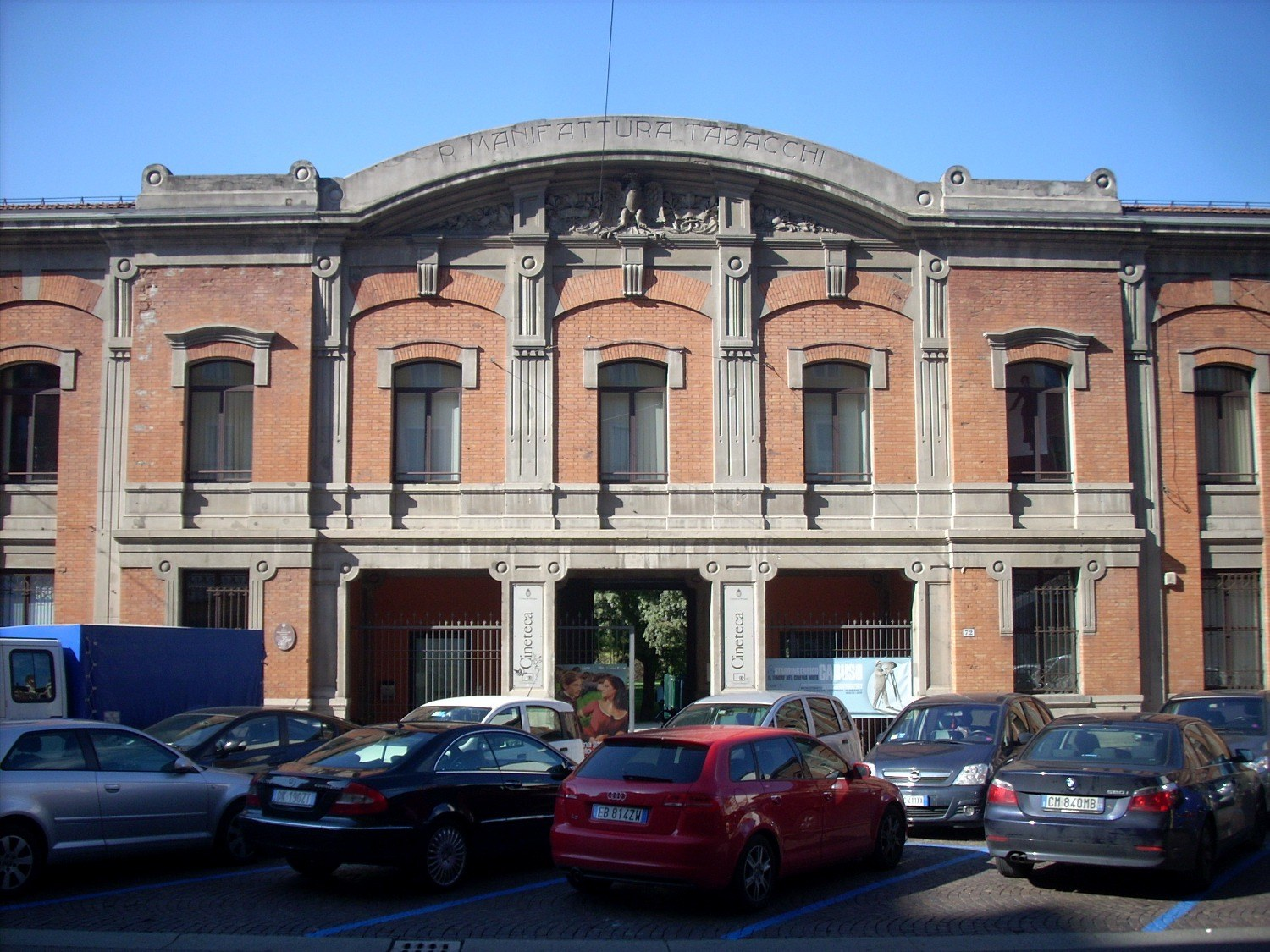
Cineteca di Bologna, Via Riva di Reno

Die Cineteca di Bologna ist eine der bedeutendsten europäischen Kinematheken mit Sitz in Bologna. Sie wurde 1963  gegründet und ist seit 1989 aktives Mitglied der Fédération Internationale des Archives du Film (FIAF) sowie Gründungsmitglied der Association des Cinémathèques Européennes (ACE). Darüber hinaus ist die Cineteca seit 1995 eine unabhängige städtische Institution.
Die Cineteca ist ein international beachtetes Zentrum für die Konservierung und Restaurierung von Filmen.  Berühmtheit erlangte sie durch das Chaplin-Projekt. Der Cineteca wurde die Aufgabe übertragen, das gesamte filmische Œuvre von Charles Chaplin wiederherzustellen.

## L’Immagine Ritrovata
Dank ihres Labors L’Immagine Ritrovata ist die Cineteca eins der bedeutendsten internationalen Zentren für die Restaurierung und Konservierung von Filmen geworden.
Zu ihren wichtigsten Projekten zählen die Restaurierung und Archivierung der Filme von Charles Chaplin (über 80 Titel) und Buster Keaton.
In den letzten 25 Jahren hat Labor über 1000 Titel wiederhergestellt, darunter Filme von Pier Paolo Pasolini, Jean Renoir, Federico Fellini, Luchino Visconti, Vittorio De Sica, Sergio Leone, Roberto Rossellini und Jean Vigo.

## Biblioteca Renzo Renzi
1967 wurde die Bibliothek gegründet, die zunächst im Palazzo Montanari untergebracht war, die ab 2003 ihren neuen Sitz in der Via Azzo Giardini hat. Die Sammlung umfasst 18.000 Filme im 16-mm- und im 35-mm-Format, um die 47.000 Bände Fachliteratur, 1.1000 italienische und ausländische Zeitschriften aus der Zeit des Stummfilms bis in die Gegenwart, 35.000 audiovisuelle Medien, 5.4000 Videospiele, 250.000 Programme und um die 3 Millionen Fotografien.
Benannt ist die Bibliothek nach dem italienischen Filmhistoriker und Filmkritiker Renzo Renzi (1919–2004).
Neben dem Nachlass von Renzo Renzi befindet sich seit 2003 hier auch der Nachlass von Pier Paolo Pasolini.